# 知制誥
知制誥，是指起草诏令，唐初始有知制誥一職。
漢朝時起草詔命是由尚書執筆，刘勰《文心雕龙·诏策》：“两汉詔誥，职在尚书。”。南北朝时已有知诏诰﹑掌诏诰﹑典诏诰之名目，唐代发展有知制诰之职称。唐初草拟诏敕本由中书舍人专任，開元年間則由学士院撰詔，翰林學士入院一年後，開始知制诰，有時亦由他官代撰。宋沿唐制，仁宗嘉祐七年（1062年）三月，以司马光为知制诰。袁枚《随园随笔·官职上》稱：“唐之中书舍人，宋之知制誥，皆就省中起草，故韦承庆下笔立成，郑畋动无凝思，人以为才。”明代由翰林学士兼知制誥。